# Eleonore Barbara von Thun und Hohenstein
Eleonore Barbara Catharina von Thun-Hohenstein, född 4 maj 1661, död 8 februari 1723 i Wien, furstinna av Liechtenstein; gift 15 oktober 1679 med furst Anton Florian av Liechtenstein.